# Sant'Angelo
För andra betydelser, se Sant'Angelo (olika betydelser).
Sant'Angelo är en stadsdel i Rom och tillika ett av Roms rioni. Namnet ”Sant'Angelo” syftar på Ärkeängeln Mikael.

## Antika ruiner i urval
- Apollo Sosianus tempel
- Marcellusteatern
- Octavias portik
- Casa di Lorenzo Manilio

## Palats i urval
- Palazzo Mattei di Giove
- Palazzo Mattei di Paganica
- Palazzo di Giacomo Mattei
- Palazzo Costaguti
- Palazzo Santacroce

## Kyrkor i urval
- Sant'Ambrogio della Massima
- Sant'Angelo in Pescheria
- Santa Caterina dei Funari
- San Gregorio della Divina Pietà
- Santa Maria in Campitelli
- San Nicola in Carcere
- Santo Stanislao dei Polacchi

### Dekonsekrerade kyrkor
- Oratorio di Sant'Andrea dei Pescivendoli
- Santa Maria del Carmelo
- Santa Rita da Cascia in Campitelli

### Rivna kyrkor
- San Leonardo de Albis
- Santi Muzio e Coppete
- San Sebastiano dei Mercanti

## Piazzor i urval
- Largo Arenula
- Piazza Calcarari
- Piazza di Campitelli
- Piazza delle Cinque Scole
- Piazza Costaguti
- Piazza dell'Enciclopedia
- Piazza Lovatelli
- Piazza Mattei med Sköldpaddsfontänen
- Piazza di Monte Savello
- Piazza Paganica